# Cuticulă
Cuticula reprezintă stratul extern dur, acelular ce acoperă suprafața pieii unor organisme sau anumite regiuni ale corpului. Cuticula este flexibilă și are rol protector. La diferite grupe de animale sau plante, compoziția chimică și stratificarea cuticulei diferă. Cuticula este secretată de celulele epiteliale.

## La om

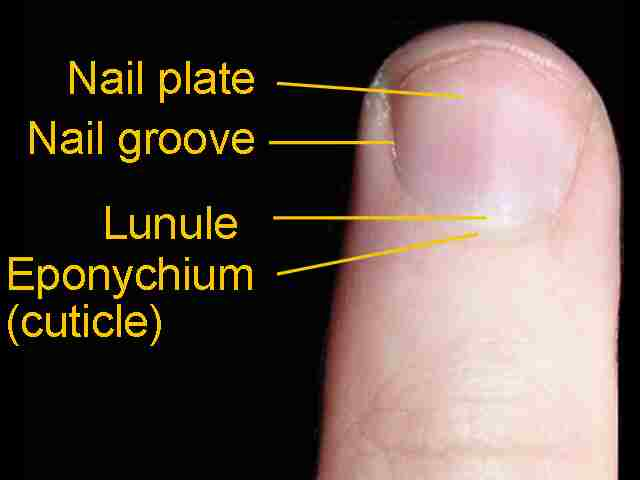
Cuticula (Eponychium) unghiilor

În anatomia umană, cuticula (numită și eponichium) reprezintă un strat gros de celule moarte epidermice sau cheratinocite care produc cheratină – proteine cornoase, care se depun pe partea inferioară a unghiei. Acest strat îndeplinește funcție protectoare, apărând unghiile de bacterii. 

## La nevertebrate
În zoologia nevertebratelor cuticula reprezintă o structură dură, alcătuită din mai multe straturi, ce acoperă epiderma corpului. Ea se întâlnește în special la nematode și artropode îndeplinind funcția exoscheletului. 

La nematode cuticula este compusă din proteine, colageni reticulați, glicoproteine, lipide și proteine insolubile.

Cuticula artropodelor conține o polizaharidă, chitină –  compusă din unități de N-acetilglucosaminic, proteine și lipide. La unele artropode, cuticula poate fi împregnată cu săruri minerale.

## La plante

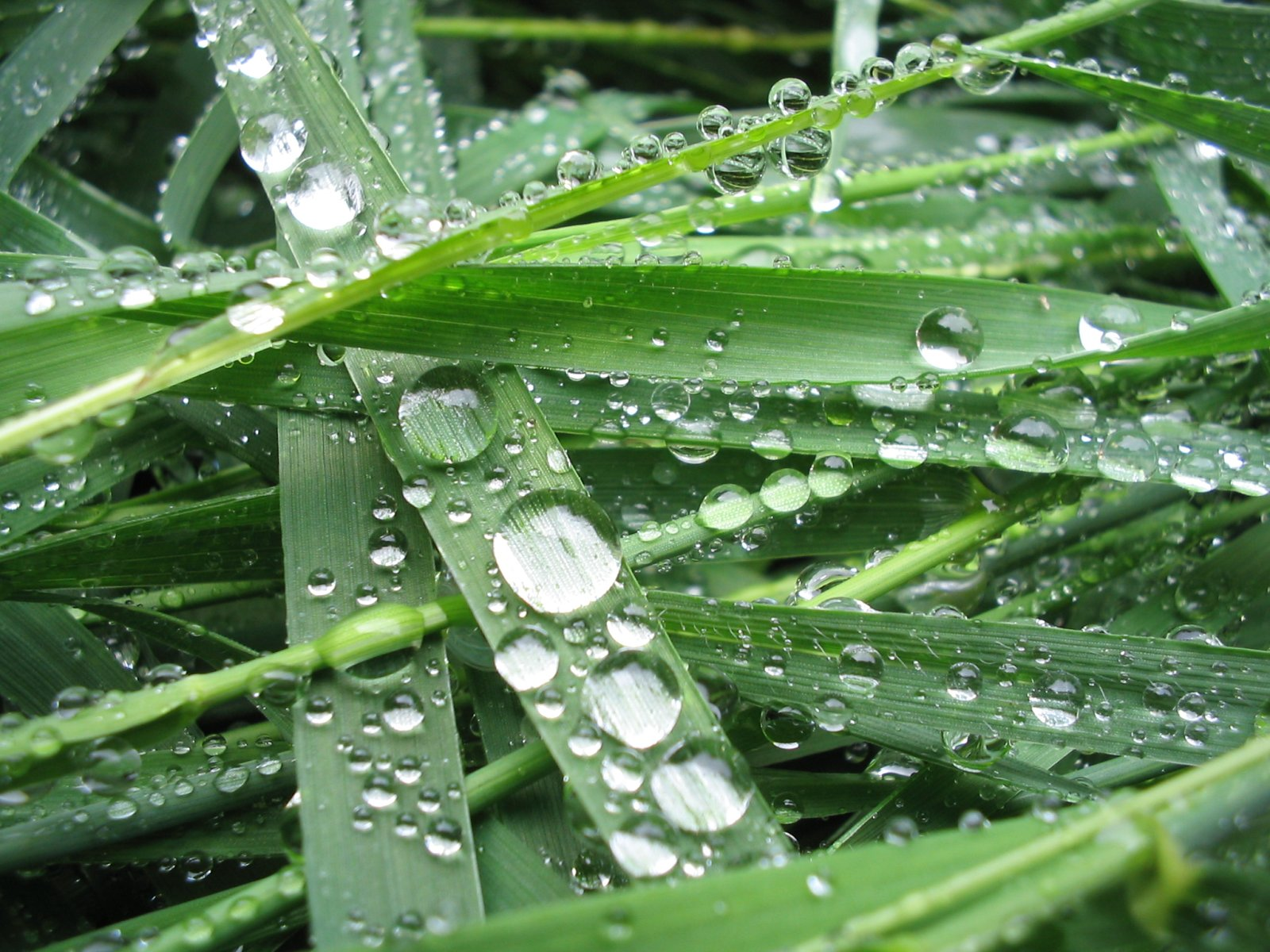
Cuticula frunzelor este impermiabilă pentru apă

În botanică, cuticula reprezintă un strat care este bogat în ceară. Ea acoperă epiderma frunzelor, mugurii de tineri și alte organe aeriene ale plantelor. Cuticula are proprietăți hidrofobe, adică este impermiabilă pentru apă. Datorită cearei, cuticula micșorează pierderea apei și a reduce posibilitatea intrării agenților patogeni. 

Principalele componente structurale ale cuticulelor plantelor sunt polimerii: cutin și/sau cutan, și ceară.

## Micologie
„Cuticula” este un termen folosit pentru stratul exterior al țesutului unei ciuperci, sau „corpul fructului”. Termenul alternativ „pileipellis”, termen latin pentru „pielea” unui „capac” (însemnând „ciupercă”) ar putea fi de preferat din punct de vedere tehnic, dar este, probabil, prea greoi pentru uz popular. Este partea îndepărtată în ciupercile „peeling”. Pe de altă parte, unele  terminologii morfologice în micologie fac distincții mai fine, cum ar fi descris în articolul despre „pileipellis”. Oricum ar fi, pileipellis (sau „coajă”) este distinct de tramă, țesutul cărnos interior al unei ciuperci sau al unui corp fructifer similar, și, de asemenea, de strat de țesut purtător de spori, hymenium.